# Tomos AT50
De Tomos AT50 was een vijfversnellingsbromfiets gebouwd door Tomos in de jaren 80 van de 20e eeuw.
De brommer is ook als motorfiets geleverd en heette dan BT50.
De AT50 was voorzien van het vijfversnellingsblok dat veel mensen kennen als "het 4L blok", echter veelal uitgevoerd met kickstarter in plaats van trappers. Er zijn ongeveer 2000 exemplaren van geproduceerd. Het model is slecht verkocht en daardoor slecht tweedehands verkrijgbaar. Motoronderdelen zijn daarentegen vrij goed verkrijgbaar omdat het motorblok onder veel andere bromfietsen/motorfietsen geleverd werd. De krukaslagers van dit motorblok zijn voorzien van vaste lagers (6203 I.P.V. L17). De motorblokken zijn te herkennen aan het oliepijl stokje, deze hebben een gebogen plastic stuk in plaat van recht zoals bij de 4L.
De bromfiets werd geleverd in Italië, Groot-Brittannië, Noorwegen en Nederland. De specificaties van het motorblok verschillen per land.